# Психопомп

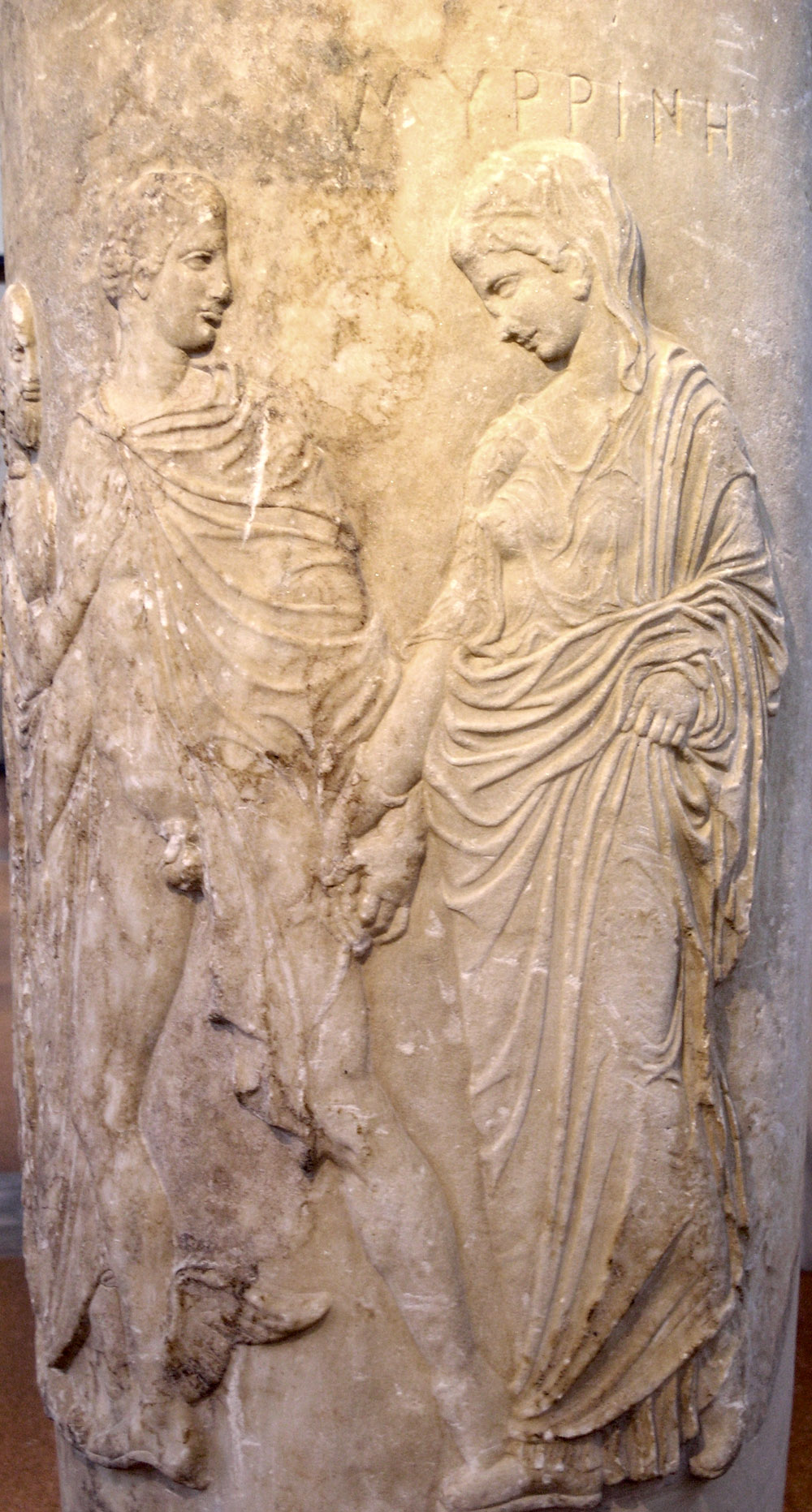
Лекіф, «Гермес Псіхопомп переправляє померлих».

Психопомп (грец. Ψυχοπομπός — провідник душ) — істота, дух, янгол або божество в багатьох релігіях, в обов'язки якого входить супровід душ померлих із Землі в загробне життя. В їх обов'язки не входить суд над померлим, вони забезпечують безпечний перехід. Часто зображуються на творах похоронного мистецтва. Психопомпи були пов'язані в різний час і в різних культурах з кіньми, дрімлюгами канадськими, воронами, собаками, круками, совами, горобцями, зозулями і оленями.
Класичні приклади психопомпів є Харон, Меркурій і Гермес, який приводив тіні померлих до царства Аїда.
У психології Юнга, психопомп є посередником між несвідомими і свідомими сферами. Він символічно уособлюється як мудрий чоловік або жінка, або як тварина, що допомагає. У багатьох культурах роль психопомпа виконує шаман, який не тільки супроводжує душу в світ мертвих але й навпаки: допомога при народженні, введення душі дитини в світ. Це також пояснює сучасний термін "акушерка для вмираючого", що є ще одною формою роботи психопомпа.

## Список психопомпів

### Християнство
- Янголи
- Архангел Михаїл
- Святий Петро

### Єгипетська міфологія
- Анубіс
- Хор
- Нейт

### Грецька міфологія
- Геката
- Гермес
- Морфей
- Танатос
- Харон

### Індуїзм
- Агні
- Пушан

### Іслам
- Азраіл

### Японська міфологія
- Ємма

### Юдаїзм
- Абрахам
- Габрієль
- Лаілах

### Месопотамська міфологія
- Намтар

### Германо-скандинавская міфологія
- Балдур
- Одін
- Валькірії

### Перська міфологія
- Мітра

### Римська міфологія
- Меркурій

### Слов'янська міфологія
- Велес

### Зороастризм
- Даєна
- Воху Мано